# Freberg Rocks
Freberg Rocks är klippor i Sydgeorgien och Sydsandwichöarna (Storbritannien). De ligger i den nordvästra delen av Sydgeorgien och Sydsandwichöarna.
Terrängen runt Freberg Rocks är bergig åt nordost, men åt nordväst är den kuperad. Havet är nära Freberg Rocks åt sydväst.  Det finns inga samhällen i närheten. 